# Niagara-on-the-Lake
Niagara-on-the-Lake este un oraș canadian situat în apropiere de locul unde râul Niagara întâlnește lacul Ontario, în regiunea Niagara din Sudul statului Ontario. Este situat de cealaltă parte a râului Niagara privind din Youngstown, New York.

## Geografie
- Orașul Niagara-on-the-Lake ocupă 132,83 km².

## Populația
- În anul 2001, populația orașului număra 13.839 de locuitori, iar în 2006, 14.587 de locuitori.